# Адам Козлевич

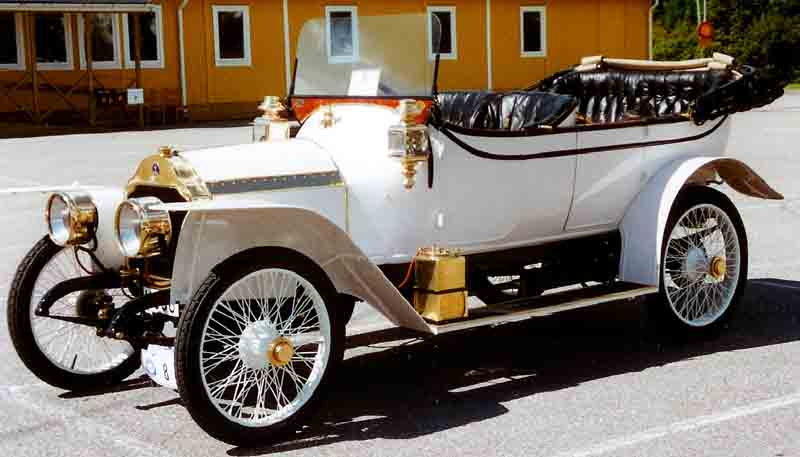
«Лорен-Дітріх» (Lorraine-Dietrich 12 HP Torpedo 1912).Козлевич називав свою машину «Лорен-Дітріхом», хоча, судячи з описаних у романі деталей, вона була іншої марки.

Адам Казимирович Козлевич — один з центральних персонажів роману «Золоте теля», компаньйон Остапа Бендера у справі відбирання грошей у підпільного мільйонера Корейка, власник і водій «Антилопи-Гну».

## Біографія
Козлевич був неодноразово судимий за крадіжки, «просидів в загальній складності роки три», однак за кілька років до зустрічі з Бендером переглянув свої погляди на життя і став заробляти на хліб чесною працею. На цей момент Козлевич — людина «сорока шести років, що походить з селян колишнього Ченстоховського повіту, холостий». Придбав дуже старий і несправний автомобіль, відновив його своїми руками і намагався займатися приватним візництвом спочатку в Москві, а потім у провінційному містечку Арбатові. У столиці не витримав конкуренції з таксі, а в Арбатові набув зловісної репутації: всі відповідальні працівники, які наймали машину Козлевича для пікніків, незабаром потрапляли під суд за розтрату і розкрадання. Козлевич став у місті ізгоєм, проїв майже всі свої заощадження, і тому з радістю погодився вирушити разом з Бендером і Балагановим у далеку подорож за щастям. Людина простодушна, відкрита і чуйна. За віросповіданням — католик, проте стараннями Бендера навернений в атеїста. Безпосередньо в операції проти Корейка не бере і своєю часткою у майбутньому бариші не цікавиться (зате чесний Балаганов при всякому поділі грошей не забуває нагадувати: «А Козлевичу?!»). Адаму Казимировичу цілком достатньо того, що Бендер обіцяв здійснити його мрію — купити автомобіль «Ізотта-Фраскіні». Бендер ставиться до Козлевичу з щирою симпатією, без звичайної для нього частки глузливої зарозумілості.

## Крилаті фрази
- Таксі вільний — прошу сідати!
- Ех, прокачу!
- А ви б на свої каталися! На власні гроші!
- Голими під місяцем не танцюватиме?
- Немає бога? .. Ну, будемо здорові.

## Козлевич у фільмах
| Виконавець ролі        | Режисер         | Рік виходу на екран |
| ---------------------- | --------------- | ------------------- |
| Микола Боярський       | Михайло Швейцер | 1968                |
| Володимир Толоконников | Василь Пічул    | 1993                |
| Дмитро Назаров         | Уляна Шилкіна   | 2006                |

## «Антилопа-Гну»
Автомобіль Адама Казимировича відіграє помітну роль у романі. На його автомобілі команда Бендера їде з Арбатова в Чорноморськ, де живе Корейко; машина додає солідності директору Чорноморського філіалу Арбатовської контори із заготівлі рогів і копит О. Бендеру; заради автомобіля чорноморські ксьондзи ледь не повернули Козлевича в лоно церкви; на «Антилопі» четвірка вирушає слідом за Корейком у Середню Азію. Катастрофа «Антилопи» — поворотний пункт сюжету: зграя розпадається, далі Бендер продовжує погоню за мільйоном поодинці.
Машина Козлевича настільки стара, що навіть в середині 1920-х років її появу на ринку «можна було пояснити тільки ліквідацією автомобільного музею» («Оригінальна конструкція, зоря автомобілізму» — каже Бендер). Мідна бляха з написом «Лорен-Дітріх», яку Адам Казимирович прибив до радіатора машини, нічого не говорить про її справжнє походження. Фахівець з історії автомобіля Ю. А. Долматовський вивчив згадані в романі технічні подробиці і дійшов висновку, що «Антилопа-Гну» могла бути скоріше «Фіатом» випуску не пізніше 1908.